# LOVB Classic
La LOVB Classic è una competizione pallavolistica per squadre di club statunitensi femminili, organizzata con cadenza annuale dalla LOVB.

## Albo d'oro
| Edizione      | Edizione          | Podio        | Podio     | Podio        |
| Anno          | Sede della finale | Campione     | Risultato | Finalista    |
| ------------- | ----------------- | ------------ | --------- | ------------ |
| 2025 Dettagli | Kansas City       | LOVB Houston | 3 - 1     | LOVB Atlanta |

## Palmarès
| Squadra      | Titolo | Edizione |
| ------------ | ------ | -------- |
| LOVB Houston | 1      | 2025     |